# Волкова, Зинаида Львовна
Зинаи́да Льво́вна Во́лкова (урожденная Бронште́йн; 27 марта 1901, Иркутская губерния — 5 января 1933, Берлин) — советская марксистка, старшая дочь Льва Троцкого и его первой жены Александры Соколовской.

## Биография
Зина родилась в Иркутской губернии, где её родители находились в ссылке. После того, как в 1902 году её отец бежал за границу, девочку и её сестру Нину взяли на воспитание Давид Леонтьевич и Анна Львовна Бронштейны, родители Троцкого.
После революции Зинаида вышла замуж за Захара Борисовича Моглина (1897 — 9 октября 1937, Сандармох), но быстро развелась. Позже она вышла замуж второй раз за Платона Ивановича Волкова (16 апреля 1898 — 1936). Он был арестован и сослан в 1928 году. Несколько раз был арестован и приговорён к различным срокам ссылки и заключения. Снова арестован 19 февраля 1936 года, в этот момент был рабочим Омского Облстройтреста. Привлечён по делу В. П. Ольберга, что означает, что его планировали использовать на Первом Московском процессе. Но в процессе не участвовал, а был осуждён Военной коллегией Верховного суда 2 октября 1936 года вместе с 24 подсудимыми и расстрелян на следующий день (прах захоронен в общей могиле Донского крематория).
В 1930 году Зинаида получила разрешение на выезд из СССР, некоторое время жила у отца в Турции, затем лечилась в Берлине. В 1932 вместе с Троцким была лишена советского гражданства. В январе 1933 года, находясь в глубокой депрессии, покончила жизнь самоубийством.
В 1985 вышел фильм «Зина» режиссёра Кена Макмуллена, роль Зины исполнила Домициана Джордано.

## Дети
От первого брака Зинаида имела дочь Александру (1923—1989), в замужестве Александру Захаровну Бахвалову, которая провела несколько лет в тюрьмах, была освобождена и реабилитирована в 1956 году.
Во втором браке родился сын Всеволод Платонович Волков (Сева; 7 марта 1926, Москва — 17 июня 2023) — впоследствии мексиканский химик, а затем директор Дома-музея Троцкого Эстебан Волков Бронштейн (Esteban Volkov Bronstein). Одна из его четырёх дочерей — Нора Долорес Волков (Nora Dolores Volkow, род. 27 марта 1956, Мехико), известный американский психиатр, профессор Брукхейвенской национальной лаборатории, с 2003 года — директор Национального института наркомании в составе Национальных институтов здоровья (США). Другая дочь — Патрисия Амалия Волков-Фернандес (Patricia Amalia Volkow-Fernández), мексиканский врач, автор научных исследований в области синдрома приобретённого иммунодефицита. Старшая дочь — Вероника Волков-Фернандес (Verónica Volkow Fernández), известный мексиканский поэт и искусствовед. Младшая дочь — Наталия Эухения Волков-Фернандес (Natalia Eugenia Volkow Fernández), экономист, заместитель директора по связи с учебными заведениями Мексиканского Национального института статистики, географии и информатики. Их мать — Пальмира Фернандес, испанского происхождения, была модельером.